# ニッキー・スーレン
ニッキー・スーレン（Nicky Souren 、1999年12月18日 - ）は、オランダ・ロッテルダム出身のプロサッカー選手。エールステ・ディヴィジ・SCカンブール所属。ポジションは、ミッドフィールダー。

## クラブ歴
2018年10月14日、エールステ・ディヴィジのゴー・アヘッド・イーグルス戦でデビューを果たした。
2021年8月25日、MVVマーストリヒトに移籍した。
2024年5月28日、SCカンブールに3年契約で移籍することが発表された。

## 代表歴
2024年5月、キュラソー代表に招集された。